# 多维标度
多维标度（英語：multidimensional scaling，缩写：MDS），又译多维尺度，又稱相似度结构分析（similarity structure analysis），属于多重变量分析的方法之一，是社会学、数量心理学、市场营销等统计实证分析的常用方法。

## 假設
- 有許多特徵是互相關聯的，而受測者原本並不知道其特徵為何。
- 存在著這樣一個空間：它的正交軸是欲尋找的特徵。
- 这个特征空间满足这个要求：相似的对象能以相对较小的距离描摹出来

## 目的
多维标度是一个探索性的过程方法
- 减少（观察）项目
- 如果可能，在数据中揭示现有结构
- 揭示相关特征
- 寻找尽可能低维度的空间（“最小化条件”）
- 空间必须满足“单调条件”
- 解释空间的轴，依照假设提供关于感知和评判过程的信息

## 应用领域
用于评判和感知：
- （民众）对政治家的态度
- 对影星的喜爱度
- 跨文化的差异和比较
- 心理学中的人类感知
- 揭示市场空白
- 评价产品设计和市场营销中的广告

## 与其他多变量分析方法的比较

### 因子分析
- 相同：通过归因于少数几个不相關的特征来减少数据
- 不同：多维标度仅仅需要相似性或者距离，而不需要相关性（因子分析需要相关性）
- 如果仅仅对因子值感兴趣，可以用作因子分析的替代方法

### 聚类分析
- 相同：把对象分组
- 不同：聚类分析把观测到的特征当作分组标准，而多维标度仅仅取用感知到的差异
- 为划分类别提供实际的支持

## 所使用的标量类型
- 序数标量
- 区隔标量
- 比率标量

## 相似（度）矩阵
|      | 红色 | 橙色 | 黄色 | 绿色 | 蓝色 | 紫色 |
| 红色 | -    |      |      |      |      |      |
| 橙色 | 6    | -    |      |      |      |      |
| 黄色 | 8    | 0    | -    |      |      |      |
| 绿色 | 10   | 8    | 9    | -    |      |      |
| 蓝色 | 10   | 10   | 10   | 6    | -    |      |
| 紫色 | 0    | 7    | 10   | 9    | 7    | -    |

相似度矩阵举例（数字越小表示越相似）
例如，10个对象，2维空间，坐标个数则为10×2=20，“相似度”的个数为C102=45，数据压缩系数=相似度的个数÷坐标个数=45÷20=2.25（数据压缩系数要大于等于2才可接受，否则不能做多维标度分析）

## 间接（数据）采集方法

### 完全排序法
Cn2对“相似度”进行排序，最相似的一对得到序数1，最不相似的一对得到序数Cn2

### 评级法（Rating）
与“完全排序法”不同的是，虽然最相似的一对得到序数1，但是可以有多于一对得到相同的序数，最不相似的一对也不一定会依序得到Cn2

## 各种多维标度

### 加权多维标度
对各维度进行不同的加权

## 多维标度方法

### （古典）公制（多维）标度
- 处理区隔标量和比率标量
- 一定是采用欧氏距离

### 非公制多维标度
- 处理序数标量
- 不一定采用欧氏距离